# Főbe
A Főbe latin eredetű női név, Diana római holdistennő egyik névváltozata.

## Névnapok
- június 9.
- június 10.
- szeptember 18.

## Külső hivatkozások
- Az MTA Nyelvtudományi Intézete által anyakönyvi bejegyzésre alkalmasnak minősített utónevek jegyzéke